# 混合過關 (博彩)
混合過關並非玩法，而是一種常見的投注方式，即選擇多於一場賽事並於每關選擇最少一項投注種類。一旦成功過關，獲派彩金更會自動投注至您隨後揀選的關次上，彩金將即會倍增，故相當受投注者歡迎。

## 玩法與限制
不同地區對混合過關均設有過關場數上限，以下為香港賽馬會例子：
賽馬
混合過關最多過關場次為6場
混合過關適合投注種類：獨贏、位置、連贏、位置Q、3揀1（組合獨贏）
*單T不適合於混合過關
足球
混合過關最多過關場次為6-8場，而自2006年1月起，足智彩新增了八項投注種類可供混合過關。
8場混合過關適合的投注種類：「主客和」、「半場主客和」、「讓球主客和」、「讓球」、「入球大細」、「半場入球大細」、「第一隊入球」、「總入球」、「入球單雙」、「下一隊入球」、「角球大細」 
6場混合過關適合的投注種類：「波膽」、「半場波膽」、「半全場」或「首名入球」
*到目前賽馬及足球無法混合過關投注。
派彩上限
賽馬的過關最高派彩不設上限，而足球就設有。
足球過關2-5關，最高派彩港幣$5,000,000。
足球過關6關或以上，最高派彩港幣$10,000,000。

## 資料來源
1. ↑  蘋果日報. .   [2006年].
2. ↑  香港賽馬會. . （原始内容存档于2020-08-04）.